# Svea rike rivjärn
Svea rike rivjärn är ett musikalbum av Johan Johansson, utgivet den 21 september 2011.

## Låtlista
| Nr | Titel                     | Längd |
| -- | ------------------------- | ----- |
| 1. | En tavla av Picasso       | 3:30  |
| 2. | Skurkar i manschett       | 4:36  |
| 3. | Dömd                      | 4:35  |
| 4. | Plocka fram jesus         | 3:16  |
| 5. | Geist nog att orka ge upp | 5:54  |
| 6. | Det finns ett spöke       | 3:53  |
| 7. | Somna                     | 4:19  |
| 8. | Vän av ordning            | 2:52  |
| 9. | Som en psalm              | 13:12 |